# Charles Conrad
Charles Conrad, Jr., detto Pete (Filadelfia, 2 giugno 1930 – Ojai, 8 luglio 1999), è stato un astronauta statunitense. Fu il terzo uomo a metter piede sulla Luna.

## Biografia
Dopo aver frequentato la scuola locale di Haverford in Pennsylvania ed in seguito la scuola di Darrow a New Lebanon, New York, nel 1953 Charles Conrad si laureò ingegnere di volo presso l'Università di Princeton. Ebbe il suo addestramento da pilota presso la marina militare americana. Conrad fece una seconda istruzione da pilota presso l'apposita scuola per aspiranti pilota a Patuxent River, Maryland, che concluse nel 1957. Per più anni si dedicò dunque al lavoro da pilota per esperimenti nonché istruttore di volo presso detta scuola. In seguito prestò servizio sulla portaerei USS Ranger.
Nel 1962 Conrad partecipò al secondo concorso per l'addestramento da astronauta indetto dalla NASA. Nel settembre dello stesso anno venne assunto in tale ruolo. Il suo primo volo nello spazio fu su Gemini 5. Nella missione di Gemini 8 era pilota dell'equipaggio di riserva, mentre Gemini 11 rappresentò il suo secondo volo nello spazio. Venne selezionato anche per la missione Apollo 20, che però fu cancellata.
Charles Conrad il 19 novembre 1969 divenne il terzo uomo a mettere piede sulla Luna quale comandante della missione di Apollo 12. Scendendo dalla scala del modulo lunare disse: "Whoopie! Man, that may have been a small one for Neil, but that's a long one for me". Con ciò ironizzò sulla sua piccola statura, e sulla frase pronunciata dal primo uomo sulla Luna, Neil Armstrong. La frase era stata suggerita a Conrad dalla giornalista italiana Oriana Fallaci, dalla quale si era recato proprio per avere un consiglio su cosa dire in quel momento così particolare. Oriana Fallaci raccontò in seguito che diede all'astronauta una sua foto da bambina, ed egli la portò con sé sulla luna (cosa confermata anche dallo stesso Conrad).
Conrad andò nello spazio per la quarta ed ultima volta nel 1973 nella missione Skylab 2. Assieme con il suo compagno di volo fece dunque parte del primo equipaggio su questo laboratorio spaziale. Il 1º febbraio 1974 Conrad lasciò la NASA diventando vicepresidente del programma televisivo trasmesso via cavo "Denver".
Nel 1976 diventò vicepresidente della McDonnell Douglas Corporation. Dal 1990 lavorò presso la McDonnell Douglas Space Company in California come vicepresidente del personale per il reparto New Business. Questo settore si occupava di future attività nello spazio come per esempio la stazione spaziale Freedom nonché per le missioni per lo sbarco di un uomo sul pianeta Marte. Charles Conrad era sposato due volte e padre di quattro figli. Perì l'8 luglio 1999 a causa di un incidente in motocicletta. Venne sepolto presso il Cimitero nazionale di Arlington, Virginia.